# John Edward McCarthy
John Edward McCarthy (* 21. Juni 1930 in Houston, Texas; † 18. August 2018 in Austin, Texas) war ein US-amerikanischer Geistlicher und römisch-katholischer Bischof von Austin.

## Leben
John Edward McCarthy empfing am 27. Mai 1961 die Priesterweihe für das Bistum Galveston. 
Papst Johannes Paul II. ernannte ihn am 23. Januar 1979 zum Weihbischof in Galveston-Houston und Titularbischof von Petina. Der Bischof von Galveston-Houston, John Louis Morkovsky, spendete ihm am 14. März desselben Jahres die Bischofsweihe; Mitkonsekratoren waren Patrick Fernández Flores, Bischof von El Paso, und Lawrence Michael De Falco, Bischof von Amarillo.
Am 19. Dezember 1985 wurde er zum Bischof von Austin ernannt und am 25. Februar des nächsten Jahres in das Amt eingeführt. Am 2. Januar 2001 nahm Johannes Paul II. seinen altersbedingten Rücktritt an.